# Opalenica
Opalenica é um município da Polônia, na voivodia da Grande Polônia e no condado de Nowy Tomyśl. Estende-se por uma área de 6,42 km², com 9 587 habitantes, segundo os censos de 2018, com uma densidade de 1493 hab/km².